# Онищук Георгій Ілліч
Георгій Ілліч Онищук (24 жовтня 1942, село Старочуйське, тепер Жамбильської області, Казахстан) — український і радянський діяч, фахівець у галузі будівництва, голова Державного комітету з питань житлово-комунального господарства України, голова Донецького міськвиконкому, 1-й секретар Донецького міськкому КПУ. Кандидат економічних наук, доктор економічних наук (2003), професор (2004). Член-кореспондент Української академії архітектури (2002), дійсний член Академії будівництва України (2004), академік Академії економічних наук України (1997).

## Життєпис
У 1966 році закінчив Московський інститут інженерів залізничного транспорту, інженер-будівельник.
З 1966 року працював на інженерно-технічних посадах на Донецькій залізниці, де пройшов шлях від майстра до начальника мостовипробувальної станції. Член КПРС.
У 1975—1978 роках — начальник Донецького мостобудівного управління № 7 тресту «Укрдормістбуд».
У 1978—1980 роках — завідувач відділу, 2-й секретар Ворошиловського районного комітету КПУ міста Донецька.
У 1980—1985 роках — заступник голови, голова виконавчого комітету Ворошиловської районної ради народних депутатів міста Донецька.
У 1985—1987 роках — заступник голови виконавчого комітету Донецької міської ради народних депутатів.
У 1987—1989 роках — голова виконавчого комітету Донецької міської ради народних депутатів.
У 1989 році закінчив Академію суспільних наук при ЦК КПРС у Москві.
У 1989—1990 роках — 1-й секретар Донецького міського комітету КПУ.
З 1990 по березень 1995 року — заступник голови Державного комітету УРСР (України) з житлового і комунального господарства.
6 березня 1995 — вересень 1997 року — голова Державного комітету з питань житлово-комунального господарства України.
У вересні 1997 — лютому 2000 року — 1-й заступник голови Державного комітету будівництва, архітектури та житлової політики України.
У 2000—2012 роках — директор Державного науково-дослідного і проєктно-вишукувального інституту «НДІпроєктреконструкція» в Києві.
У 2002 році захистив у Раді вивчення продуктивних сил України докторську дисертацію на тему «Міський комплекс України: теорія та практика розвитку». Був головним редактором науково-виробничого видання «Реконструкція житла», членом редакційних рад Всеукраїнського інформаційного виробничо-технічного журналу «Міське господарство України», часопису «Економіка будівництва».

## Основні праці
- Проблемы хозрасчета города. журнал «Экономика Советской Украины». 1990. № 5;
- Управление жилищно-коммунальной сферой в новых условиях. Киев, 1992;
- Основні напрями і шляхи реформування державної політики в Україні: Метод. рекомендації. Київ, 1996;
- Соціально-психологічні аспекти управлінської діяльності менеджера: Навчальний посібник. Київ, 1999;
- Проблеми розвитку міського комплексу України: теорія і практика. Київ, 2002.

## Нагороди та відзнаки
- Почесна відзнака Президента України орден «За заслуги» III ступеня (.08.1996)
- «Знак Пошани» Київської міської державної адміністрації (.03.2006)
- Заслужений будівельник України (.08.2009)
- Лавреат премії Академії будівництва України імені академіка М. С. Буднікова (2005)
- Почесний працівник житлово-комунального господарства України I ст. (2003)